# Ustnik pawik
Ustnik pawik (Chaetodon auriga) – gatunek ryby morskiej z rodziny chetonikowatych.

## Występowanie

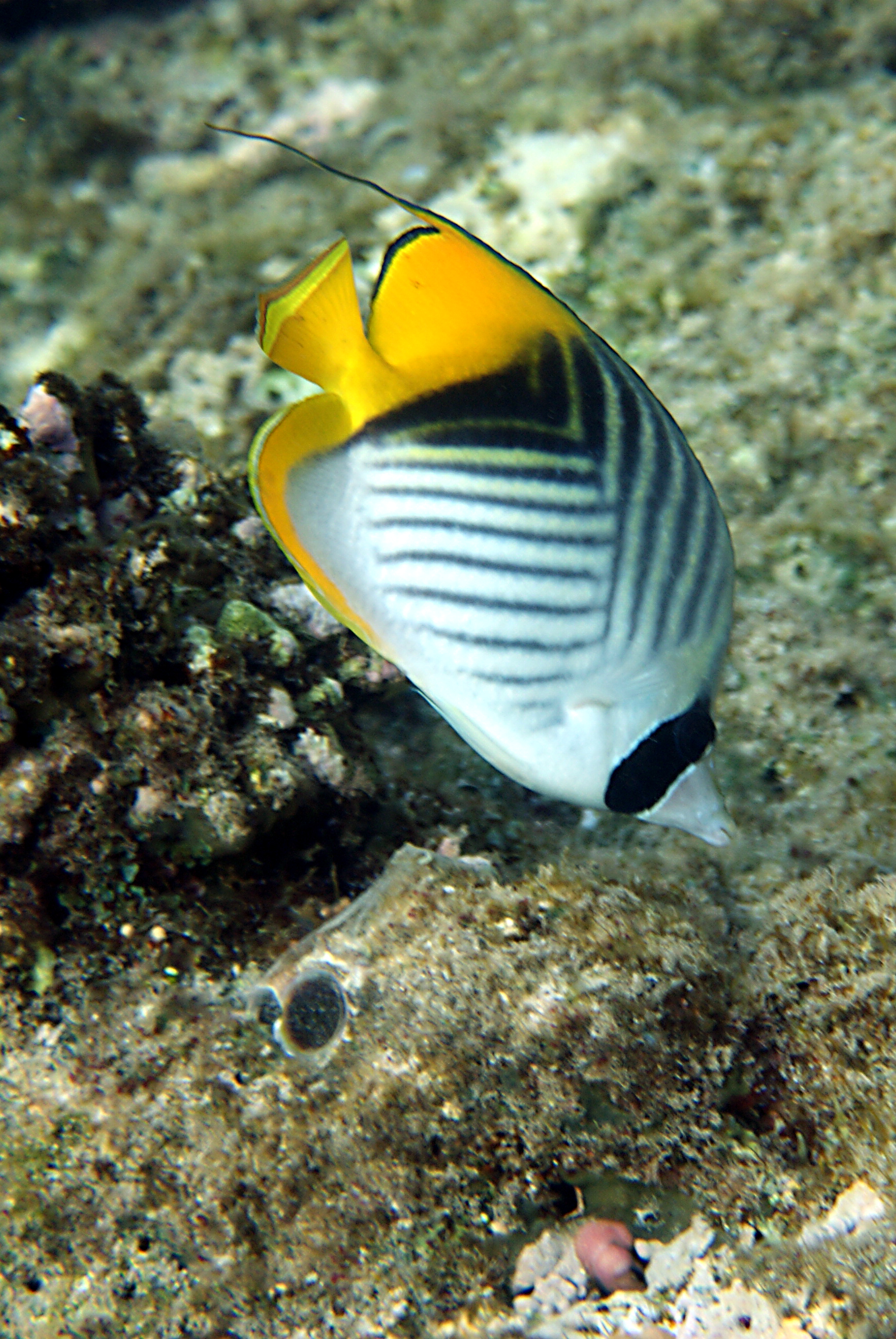

Ryba o długości do 23 cm. Zasiedla okolice raf koralowych do głębokości ok. 40 m. Rozprzestrzeniona od Morza Czerwonego do Polinezji Francuskiej, na północ do południowej Japonii, na południe – do Natalu. Formy z Morza Arabskiego posiadają dużą, ciemną plamę na płetwie grzbietowej, której nie posiadają osobniki z Morza Czerwonego. Plama ta ma mylić potencjalnych drapieżników i imitować oczy, które w istocie znajdują się zupełnie gdzie indziej. Dzięki temu atak drapieżnika dotyczy płetw i kończy się jedynie niegroźnym ich poszarpaniem, a ustnik zyskuje cenny czas na ucieczkę. Żyje pojedynczo, w parach lub większych grupach przeszukujących akwen w poszukiwaniu pokarmu  Żywi się polipami koralowców i stułbiopławów, a także drobnymi bezkręgowcami, algami i zooplanktonem. Na ogół odżywia się w ciągu dnia, chociaż spotyka się też osobniki żerujące po zmierzchu. Okrągłe, pelagiczne jaja ryb tego gatunku są delikatne i mają poniżej 1 mm średnicy. Larwy posiadają na głowie pancerz kostny, często z kolcami (to stadium rozwojowe nosi nazwę tholichthys). W stadium larwy ryby te przebywają przez kilka tygodni. 10 mm postlarwy żyją pomiędzy koralowcami i kamieniami.
Gatunek dość trudny do hodowli w akwarium. Bardzo wrażliwy na obecność pasożytów, infekcje bakteryjne i inne choroby, których źródłem jest złe środowisko. Nie rozmnaża się w niewoli.